# Crown Point Bonanzza
 (août 2018).
Si vous disposez d'ouvrages ou d'articles de référence ou si vous connaissez des sites web de qualité traitant du thème abordé ici, merci de compléter l'article en donnant les références utiles à sa vérifiabilité et en les liant à la section « Notes et références ».
Découvert en avril 1871 à Virginia City, dans le Nevada, en pleine montagne, le Crown Point Bonanzza était avec le Big Bonanzza de mars 1873 l'un des deux meilleurs filons du plus important gisement d'argent-métal de l'histoire des États-Unis, le Comstock Lode
La « Crown Point Mine », cotée à la Bourse de San Francisco avait vu son directeur, le futur sénateur John P. Jones, racheter discrètement les actions, avec l'investisseur Alvinza Hayward au début de l'année 1871. Plus tôt, en janvier 1869, l'incendie du Yellow Jacket avait causé 35 morts dans les mines, en particulier dans la « Crown Point Mine » et fait chuter les cours. La Bank of California, qui est l'actionnaire principal, ne se méfie d'autant pas qu'Alvinza Hayward était son associé.
En décembre 1870, l'action "Crown Point Mine" passe de 3 à 16 dollars, ce sera 300 dollars en juin et le 7 juin 1871, la Bank of California, devenue minoritaire, préfère vendre ses actions « Crown Point Mine » pour 1,4 million de dollars, à 341 dollars l'action à John P. Jones, soutenu par Alvinza Hayward. L'action cotait 300 dollars
Le Crown Point Bonanzza, qui a relancé la spéculation immobilière dans les environs des villes minières de Virginia City (Nevada) et Gold Hill, a fait augmenter la production d'argent des États-Unis, et contribué au Coinage Act de 1873, premier pas vers l'étalon-or, afin d'éviter que l'argent déprécié ne doivent être démonétisé trop vite. À partir de février 1873, l'État américain n'a plus l'obligation de transformer en métal l'argent que lui apportent les citoyens. Juste avant, la découverte d'argent à Panamint City (Californie) en janvier 1873, avait aussi contribué au vote de cette loi, appelée "crime de 1873" par les gens de l'Ouest.